# Cibaliastadion
Het Cibaliastadion, voluit HNK Cibaliastadion, is een multifunctioneel stadion in Vinkovci (Kroatië). Het is de thuisbasis van voetbalclub HNK Cibalia Vinkovci. Het stadion biedt plaats aan 10.000 toeschouwers, waarvan 6.000 zitplekken. Om het veld ligt een atletiekbaan.
Het stadion werd geopend in 1966 en heette toen nog Mladostistadion. Het stadion werd in 1982 uitgebreid met een extra tribune en kon toen 18.000 toeschouwers herbergen. In 1992 werd de huidige naam aangenomen, naar de plaatselijke voetbalclub. In 2003 werd het stadion opnieuw gerenoveerd, waarbij meer zitplekken werden gecreëerd, daarvoor waren er staanplekken. De capaciteit zakte daarmee tot de huidige 10.000.

## Interlands
Het Kroatisch voetbalelftal speelde één interland in het stadion.
| 1 | 14 november 2009 | Kroatië – Liechtenstein | 5 – 0 | Vriendschappelijk | 7.000 |

Stadion Aldo Drosina (NK Istra 1961) ·
Gradski Stadion (NK Slaven Belupo) ·
Stadion Rujevica (HNK Rijeka) ·
Stadion Kranjčevićeva (NK Lokomotiva Zagreb) ·
Maksimirstadion (GNK Dinamo Zagreb) ·
Opus Arena (NK Osijek) ·
Stadion Kranjčevićeva (NK Rudeš) ·
Poljudstadion (HNK Hajduk Split) ·
Gradski Stadion (HNK Gorica) ·
Varteksstadion (NK Varaždin)
Stadion BSK (BSK Bijelo Brdo) · 
Cibaliastadion (Cibalia Vinkovci) ·
Stadion Marijan Šuto Mrma (NK Croatia Zmijavci) ·
Stadion NŠC Stjepan Spajić (NK Dubrava) ·
Stadion Hrvatski vitezovi (NK Dugopolje) ·
Ivan Laljak-Ivićstadion (NK Jarun) ·
Stadion Krimeja (HNK Orijent) ·
Stadion sv. Josipa Radnika (NK Sesvete) ·
Stadion Hrvatski vitezovi (NK Solin) ·
Stadion Šubićevac (HNK Šibenik) ·
Stadion u Borovu naselju (HNK Vukovar 1991) ·
Stadion Gradski vrt (NK Zrinski Osječko 1664)